# كولن آرتشر
كولن ارتشر (بالنرويجية: Colin Archer)‏ هو مهندس تصميم ومهندس نرويجي، ولد في 22 يوليو 1832 في لارفيك في النرويج، وتوفي بنفس المكان في 8 فبراير 1921.